# Comuna de Borkowice
Borkowice (polaco: Gmina Borkowice) é uma gminy (comuna) na Polónia, na voivodia de Mazóvia e no condado de Przysuski. A sede do condado é a cidade de Borkowice.
De acordo com os censos de 2004, a comuna tem 4683 habitantes, com uma densidade 54,4 hab/km².

## Área
Estende-se por uma área de 86,06 km², incluindo:
- área agricola: 57%
- área florestal: 37%

## Demografia
Dados de 30 de Junho 2004:
|                      | Total   | Total | Mulheres | Mulheres | Homens  | Homens |
| -------------------- | ------- | ----- | -------- | -------- | ------- | ------ |
|                      | pessoas | %     | pessoas  | %        | pessoas | %      |
| População            | 4683    | 100   | 2324     | 49,6     | 2359    | 50,4   |
| Densidade (pop./km²) | 54,4    | 100   | 27       | 27       | 27,4    | 27,4   |

De acordo com dados de 2002, o rendimento médio per capita ascendia a 1327,82 zł.

## Subdivisões
- Bolęcin, Borkowice, Bryzgów, Kochanów, Ninków, Niska Jabłonica, Politów, Radestów, Rudno, Rusinów, Ruszkowice, Rzuców, Smagów, Wola Kuraszowa, Wymysłów, Zdonków.

## Comunas vizinhas
- Chlewiska, Przysucha, Wieniawa